# Lyas
Lyas [ljas] est une commune française, située dans le département de l'Ardèche en région Auvergne-Rhône-Alpes.
Les habitants sont appelés les Lyassois et les Lyassoises.

## Géographie

### Situation et description
Le village de Lyas, à l'aspect fortement rural est situé sur les contreforts orientaux du Massif central, non loin de la vallée du Rhône, au pied des pentes du plateau basaltique du Coiron. La commune, située dans le canton de Privas (et légèrement au nord de cette ville) est rattachée à la communauté d'agglomération Privas Centre Ardèche.

### Communes limitrophes
| Pranles | Saint-Vincent-de-Durfort | Flaviac |
|         | Lyas                     | Coux    |
| Veyras  | Privas                   |         |

### Hydrographie
Le territoire communal est traversé par le Mézayon, un affluent de l'Ouvèze.

### Climat
Pour des articles plus généraux, voir Climat d'Auvergne-Rhône-Alpes et Climat de l'Ardèche.
En 2010, le climat de la commune est de type climat méditerranéen altéré, selon une étude du CNRS s'appuyant sur une série de données couvrant la période 1971-2000. En 2020, Météo-France publie une typologie des climats de la France métropolitaine dans laquelle la commune est dans une zone de transition entre le climat de montagne et le climat méditerranéen et est dans une zone de transition entre les régions climatiques « Moyenne vallée du Rhône » et « Provence, Languedoc-Roussillon ».
Pour la période 1971-2000, la température annuelle moyenne est de 12,5 °C, avec une amplitude thermique annuelle de 17,6 °C. Le cumul annuel moyen de précipitations est de 1 109 mm, avec 7,2 jours de précipitations en janvier et 4,8 jours en juillet. Pour la période 1991-2020, la température moyenne annuelle observée sur la station météorologique de Météo-France la plus proche, « Chomérac Sa_rce », sur la commune de Chomérac à 6 km à vol d'oiseau, est de 13,2 °C et le cumul annuel moyen de précipitations est de 1 104,9 mm,. Pour l'avenir, les paramètres climatiques de la commune estimés pour 2050 selon différents scénarios d'émission de gaz à effet de serre sont consultables sur un site dédié publié par Météo-France en novembre 2022.

### Voies de communication
La route départementale 2 (RD2) permet de rejoindre Privas.

## Urbanisme

### Typologie
Au 1er janvier 2024, Lyas est catégorisée commune rurale à habitat dispersé, selon la nouvelle grille communale de densité à 7 niveaux définie par l'Insee en 2022.
Elle appartient à l'unité urbaine de Privas, une agglomération intra-départementale dont elle est une commune de la banlieue,. Par ailleurs la commune fait partie de l'aire d'attraction de Privas, dont elle est une commune de la couronne,. Cette aire, qui regroupe 24 communes, est catégorisée dans les aires de moins de 50 000 habitants,.

### Occupation des sols
L'occupation des sols de la commune, telle qu'elle ressort de la base de données européenne d’occupation biophysique des sols Corine Land Cover (CLC), est marquée par l'importance des forêts et milieux semi-naturels (79,9 % en 2018), en diminution par rapport à 1990 (81,4 %). La répartition détaillée en 2018 est la suivante : 
forêts (79 %), prairies (19 %), zones urbanisées (1 %), milieux à végétation arbustive et/ou herbacée (0,9 %).
L'évolution de l’occupation des sols de la commune et de ses infrastructures peut être observée sur les différentes représentations cartographiques du territoire : la carte de Cassini (XVIIIe siècle), la carte d'état-major (1820-1866) et les cartes ou photos aériennes de l'IGN pour la période actuelle (1950 à aujourd'hui).

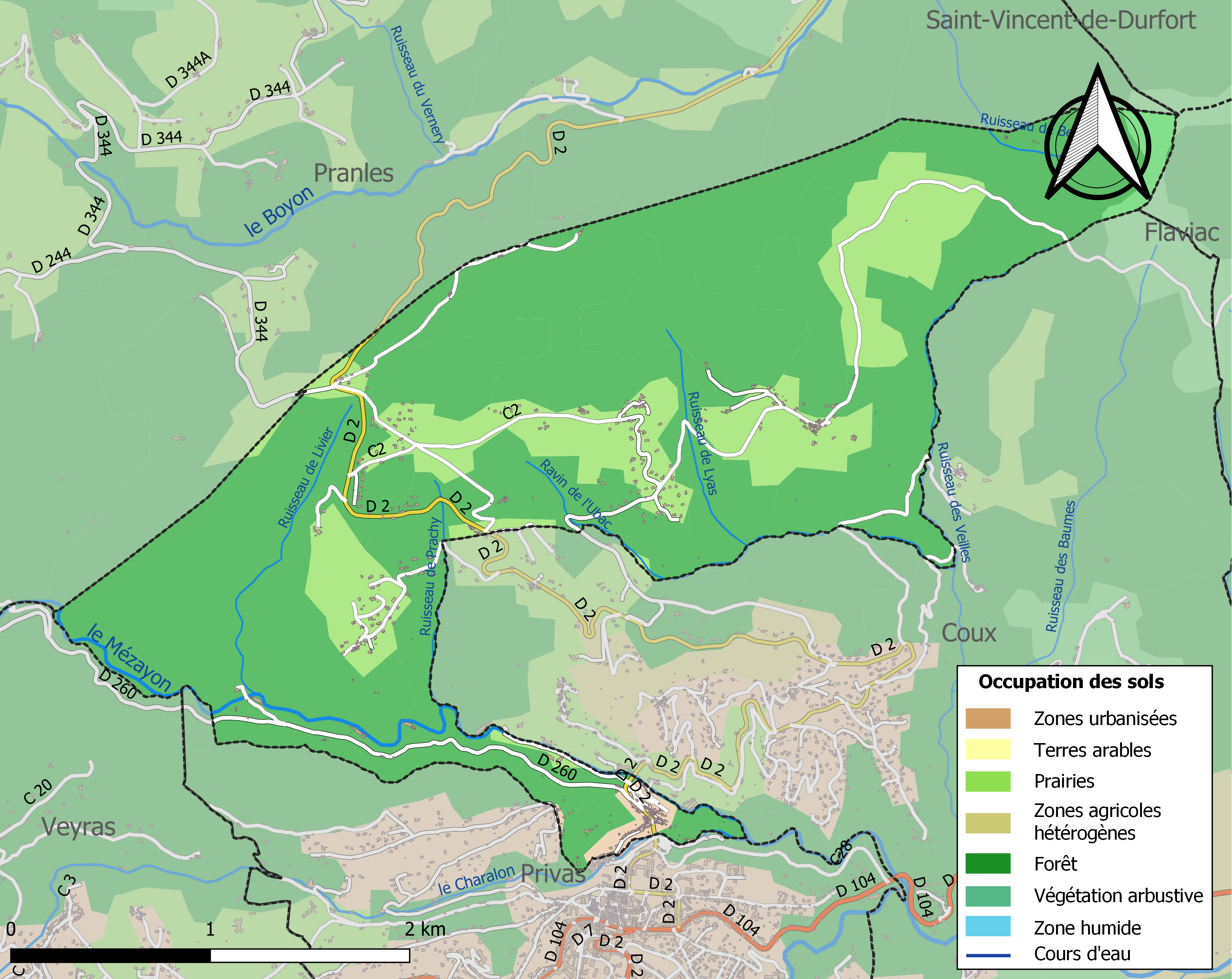
Carte des infrastructures et de l'occupation des sols de la commune en 2018 (CLC).

## Politique et administration

### Liste des maires
| Période                                  | Période                        | Identité           | Étiquette            | Qualité                    |
| ---------------------------------------- | ------------------------------ | ------------------ | -------------------- | -------------------------- |
| Les données manquantes sont à compléter. |                                |                    |                      |                            |
| mars 1971                                | 9 janvier 1977 (décès)         | Lucien Brunel      | UDR puis RPR         | Agent General d assurances |
| mars 1977                                | mars 1989                      | Jean-Pierre Brunel | RPR                  | Agent général d'assurances |
| mars 1989                                | juin 1995                      | Jean-Claude Ranc   |                      | Artisan                    |
| juin 1995                                | En cours (au 25 décembre 2020) | François Veyreinc  | RPR puis UMP puis LR | Cadre chez Orange          |

## Population et société

### Démographie
L'évolution du nombre d'habitants est connue à travers les recensements de la population effectués dans la commune depuis 1793. Pour les communes de moins de 10 000 habitants, une enquête de recensement portant sur toute la population est réalisée tous les cinq ans, les populations de référence des années intermédiaires étant quant à elles estimées par interpolation ou extrapolation. Pour la commune, le premier recensement exhaustif entrant dans le cadre du nouveau dispositif a été réalisé en 2008.

En 2022, la commune comptait 592 habitants, en évolution de −1,17 % par rapport à 2016 (Ardèche : +2,48 %, France hors Mayotte : +2,11 %).
| 1793 | 1800 | 1806 | 1821 | 1831 | 1836 | 1841 | 1846 | 1851 |
| ---- | ---- | ---- | ---- | ---- | ---- | ---- | ---- | ---- |
| 520  | 471  | 611  | 724  | 663  | 813  | 778  | 785  | 733  |

| 1856 | 1861 | 1866 | 1872 | 1876 | 1881 | 1886 | 1891 | 1896 |
| ---- | ---- | ---- | ---- | ---- | ---- | ---- | ---- | ---- |
| 760  | 663  | 677  | 669  | 723  | 660  | 637  | 658  | 648  |

| 1901 | 1906 | 1911 | 1921 | 1926 | 1931 | 1936 | 1946 | 1954 |
| ---- | ---- | ---- | ---- | ---- | ---- | ---- | ---- | ---- |
| 625  | 612  | 632  | 510  | 531  | 536  | 533  | 512  | 438  |

| 1962 | 1968 | 1975 | 1982 | 1990 | 1999 | 2006 | 2008 | 2013 |
| ---- | ---- | ---- | ---- | ---- | ---- | ---- | ---- | ---- |
| 467  | 417  | 423  | 491  | 506  | 517  | 557  | 568  | 586  |

| 2018 | 2022 | - | - | - | - | - | - | - |
| ---- | ---- | - | - | - | - | - | - | - |
| 604  | 592  | - | - | - | - | - | - | - |

### Enseignement

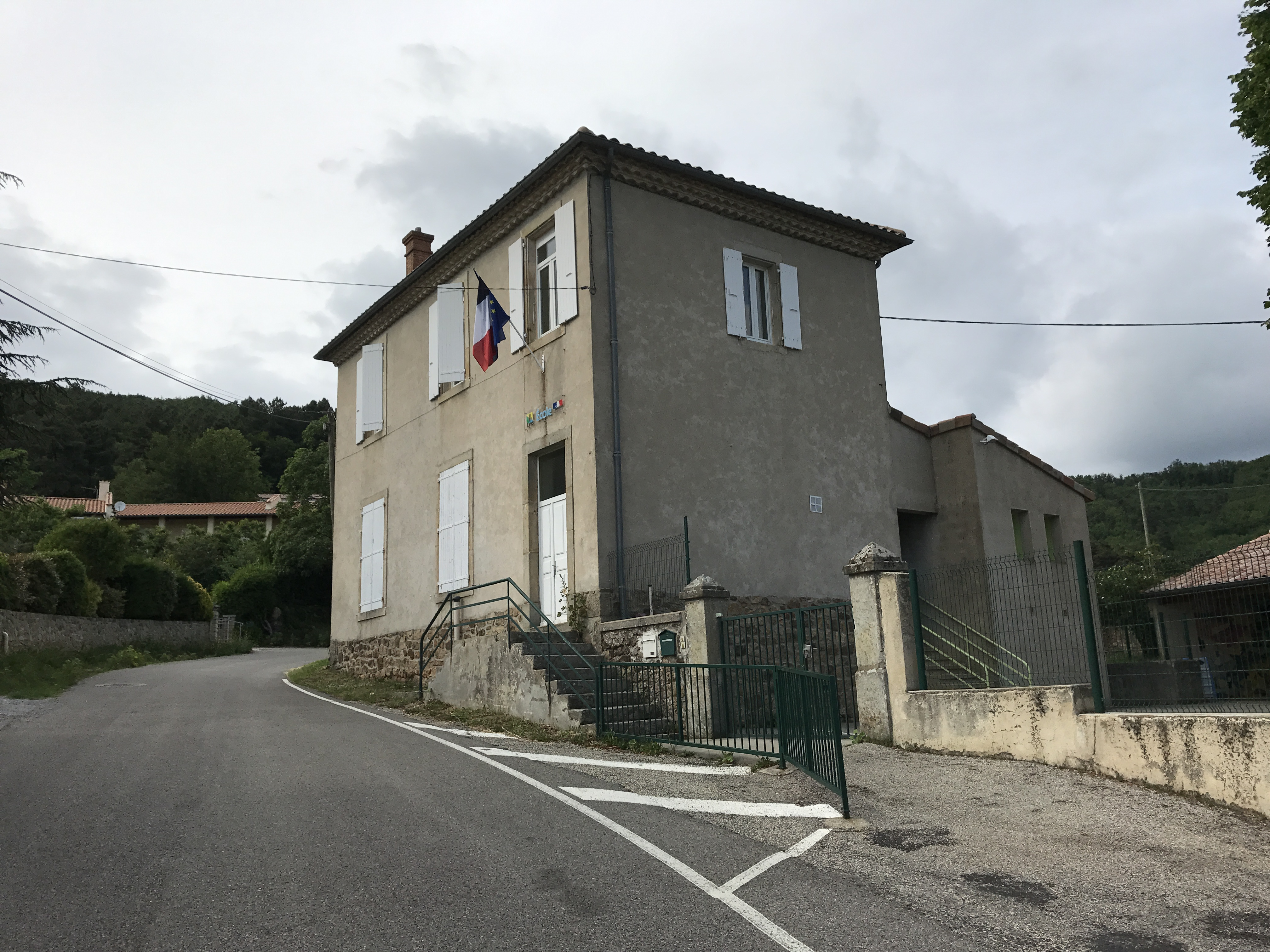
École de Lyas.

Une école est présente sur la commune.

### Médias
La commune est située dans la zone de distribution de deux organes de la presse écrite :
- L'Hebdo de l'Ardèche, journal hebdomadaire français basé à Valence et diffusé à Privas depuis 1999. Il couvre l'actualité de tout le département de l'Ardèche ;
- Le Dauphiné libéré, journal quotidien de la presse écrite française régionale distribué dans la plupart des départements de l'ancienne région Rhône-Alpes, notamment l'Ardèche. La commune est située dans la zone d'édition de Privas.

## Culture locale et patrimoine

### Lieux et monuments
- Le château de Liviers appartenait à la commanderie des chevaliers de Malte. Il bénéficie d'une vue panoramique sur la vallée du Rhône.
- Église Saint-Pierre de Lyas.
- Col du Moulin-à-vent (592 m)

### Héraldique
|  | Lyas possède des armoiries dont l'origine et le blasonnement exact ne sont pas disponibles. |